# كيفن أوبراين (مغني)
كيفن أوبراين (بالإنجليزية: Kevin O'Brien)‏ هو مغني أمريكي، ولد في 31 أكتوبر 1955 في إل باسو في الولايات المتحدة، وتوفي في 27 فبراير 2008 في لوبوك في الولايات المتحدة بسبب سرطان البروستاتا.